# Exeter
| Оценки критиков | Оценки критиков |
| Источник        | Оценка          |
| --------------- | --------------- |
| Pitchfork       | 7.2/10          |

Exeter (стилизовано как EXETER) — третий студийный альбом шведского рэпера Bladee, выпущенный 8 апреля 2020 года на лейбле YEAR0001. Весь проект был спродюсирован Gud. В интервью Spotify Bladee рассказал, что проект был записан в течение недели, пока Gud и Bladee находились на Готланде, Швеция.

## Список треков
По данным YEAR0001.
| №                   | Название                              | Автор(ы)                             | Длительность |
| ------------------- | ------------------------------------- | ------------------------------------ | ------------ |
| 1.                  | «MIRROR (HYMN) (INTRO)»               |                                      | 1:40         |
| 2.                  | «WONDERLAND» (при участии Ecco2K)     | Reichwald, Berlander, Zak Arogundade | 2:05         |
| 3.                  | «MERRY-GO-ROUND»                      |                                      | 2:03         |
| 4.                  | «RAIN3OW STAR (LOVE IS ALL)»          |                                      | 2:14         |
| 5.                  | «EVERY MOMENT SPECIAL»                |                                      | 2:03         |
| 6.                  | «DNA RAIN»                            |                                      | 1:47         |
| 7.                  | «OPEN SYMBOLS (PLAY) BE IN YOUR MIND» |                                      | 2:07         |
| 8.                  | «LOVESTORY» (при участии Ecco2K)      | Reichwald, Berlander, Arogundade     | 2:15         |
| 9.                  | «IMAGINARY»                           |                                      | 2:06         |
| Общая длительность: | Общая длительность:                   | Общая длительность:                  | 18:20        |